# موشي
موشي (بالإنجليزية: Moshi, Tanzania)‏ هي مدينة، تتبع مقاطعة كليمنجارو، هي عاصمة مقاطعة كليمنجارو، بلغ عدد سكانها 144739 نسمة.

## المناخ
يظهر الجدول التالي التغييرات المناخية على مدار السنة لموشي:
| البيانات المناخية لـموشي          | البيانات المناخية لـموشي | البيانات المناخية لـموشي | البيانات المناخية لـموشي | البيانات المناخية لـموشي | البيانات المناخية لـموشي | البيانات المناخية لـموشي | البيانات المناخية لـموشي | البيانات المناخية لـموشي | البيانات المناخية لـموشي | البيانات المناخية لـموشي | البيانات المناخية لـموشي | البيانات المناخية لـموشي | البيانات المناخية لـموشي |
| الشهر                             | يناير                    | فبراير                   | مارس                     | أبريل                    | مايو                     | يونيو                    | يوليو                    | أغسطس                    | سبتمبر                   | أكتوبر                   | نوفمبر                   | ديسمبر                   | المعدل السنوي            |
| --------------------------------- | ------------------------ | ------------------------ | ------------------------ | ------------------------ | ------------------------ | ------------------------ | ------------------------ | ------------------------ | ------------------------ | ------------------------ | ------------------------ | ------------------------ | ------------------------ |
| متوسط درجة الحرارة الكبرى °م (°ف) | 33 (91)                  | 33 (91)                  | 32 (90)                  | 29 (84)                  | 26 (79)                  | 25 (77)                  | 25 (77)                  | 26 (79)                  | 28 (82)                  | 31 (88)                  | 31 (88)                  | 32 (90)                  | 29 (85)                  |
| متوسط درجة الحرارة الصغرى °م (°ف) | 17 (63)                  | 17 (63)                  | 18 (64)                  | 19 (66)                  | 18 (64)                  | 16 (61)                  | 15 (59)                  | 15 (59)                  | 15 (59)                  | 16 (61)                  | 17 (63)                  | 17 (63)                  | 17 (62)                  |
| الهطول مم (إنش)                   | 30 (1.2)                 | 50 (2.0)                 | 110 (4.3)                | 350 (13.8)               | 230 (9.1)                | 30 (1.2)                 | 20 (0.8)                 | 10 (0.4)                 | 10 (0.4)                 | 20 (0.8)                 | 60 (2.4)                 | 50 (2.0)                 | 970 (38.4)               |
| المصدر: Weatherbase               |                          |                          |                          |                          |                          |                          |                          |                          |                          |                          |                          |                          |                          |

## أعلام
- كلايف إليوت
- فيرنر شوستر